# Veprinac
Veprinac (lat. Veprinacium, italijansko Veprieno, nem. Vapriniz) je naselje na Hrvaškem, ki upravno spada pod mesto Opatija; le-ta pa spada pod Primorsko-goransko županijo.
Naselje leži na nadmorski višini 468 m okoli 19 km zahodno od Opatije.  Od starega naselja, ki ga je obdajal obrambni zid je ostal le še del, ki je sedaj v sklopu zgradbe imenovane Komuna; pred njo se nahajata mestna loža in gotska kapela sv. Ane. Župnijska cerkev sv. Marka je baročna gradnja z ločenim zvonikom, ki sta obkrožena z visokim zidom. V bližini stoji kapela sv. Jelene. Kraj se prvič omenja leta 1351 v času Rudolfa Devinskega ter v oporoki Hugona Devinskega leta 1374. Iz leta okoli 1500 obstaja Vepreniški zakon. Vepreniški zakon datiran leta 1507 je pravni dokument, ki ima tudi starejše zapise v hrvaškem jeziku. Sestavljen je iz 43 člankov, ki temeljijo na običajnem pravu. Vepreniški zakon je primerljiv s Kastavskim zakonom in Zakonom Kaštela-Mošćenice, tudi zaradi tega, ker so ti kraji skozi stoletja imeli skupnega fevdalnega gospodarja. Rokopis v glagolici je shranjen v Hrvaški akademiji znanosti in umetnosti.

## Demografija
| Pregled števila prebivalcev po letih | Pregled števila prebivalcev po letih | Pregled števila prebivalcev po letih | Pregled števila prebivalcev po letih | Pregled števila prebivalcev po letih | Pregled števila prebivalcev po letih | Pregled števila prebivalcev po letih | Pregled števila prebivalcev po letih | Pregled števila prebivalcev po letih | Pregled števila prebivalcev po letih | Pregled števila prebivalcev po letih | Pregled števila prebivalcev po letih | Pregled števila prebivalcev po letih | Pregled števila prebivalcev po letih | Pregled števila prebivalcev po letih |
| ------------------------------------ | ------------------------------------ | ------------------------------------ | ------------------------------------ | ------------------------------------ | ------------------------------------ | ------------------------------------ | ------------------------------------ | ------------------------------------ | ------------------------------------ | ------------------------------------ | ------------------------------------ | ------------------------------------ | ------------------------------------ | ------------------------------------ |
| 1857                                 | 1869                                 | 1880                                 | 1890                                 | 1900                                 | 1910                                 | 1921                                 | 1931                                 | 1948                                 | 1953                                 | 1961                                 | 1971                                 | 1981                                 | 1991                                 | 2001                                 |
| 840                                  | 858                                  | 802                                  | 913                                  | 1330                                 | 1930                                 | 1821                                 | 2586                                 | 605                                  | 603                                  | 583                                  | 577                                  | 646                                  | 736                                  | 853                                  |